# Aegilops vavilovii
Aegilops vavilovii là một loài thực vật có hoa trong họ Hòa thảo. Loài này được (Zhuk.) Chennav. mô tả khoa học đầu tiên năm 1960.